# Racksen
Racksen ist eine Ortsgemeinde im Landkreis Altenkirchen (Westerwald) in Rheinland-Pfalz. Sie gehört der Verbandsgemeinde Altenkirchen-Flammersfeld an.

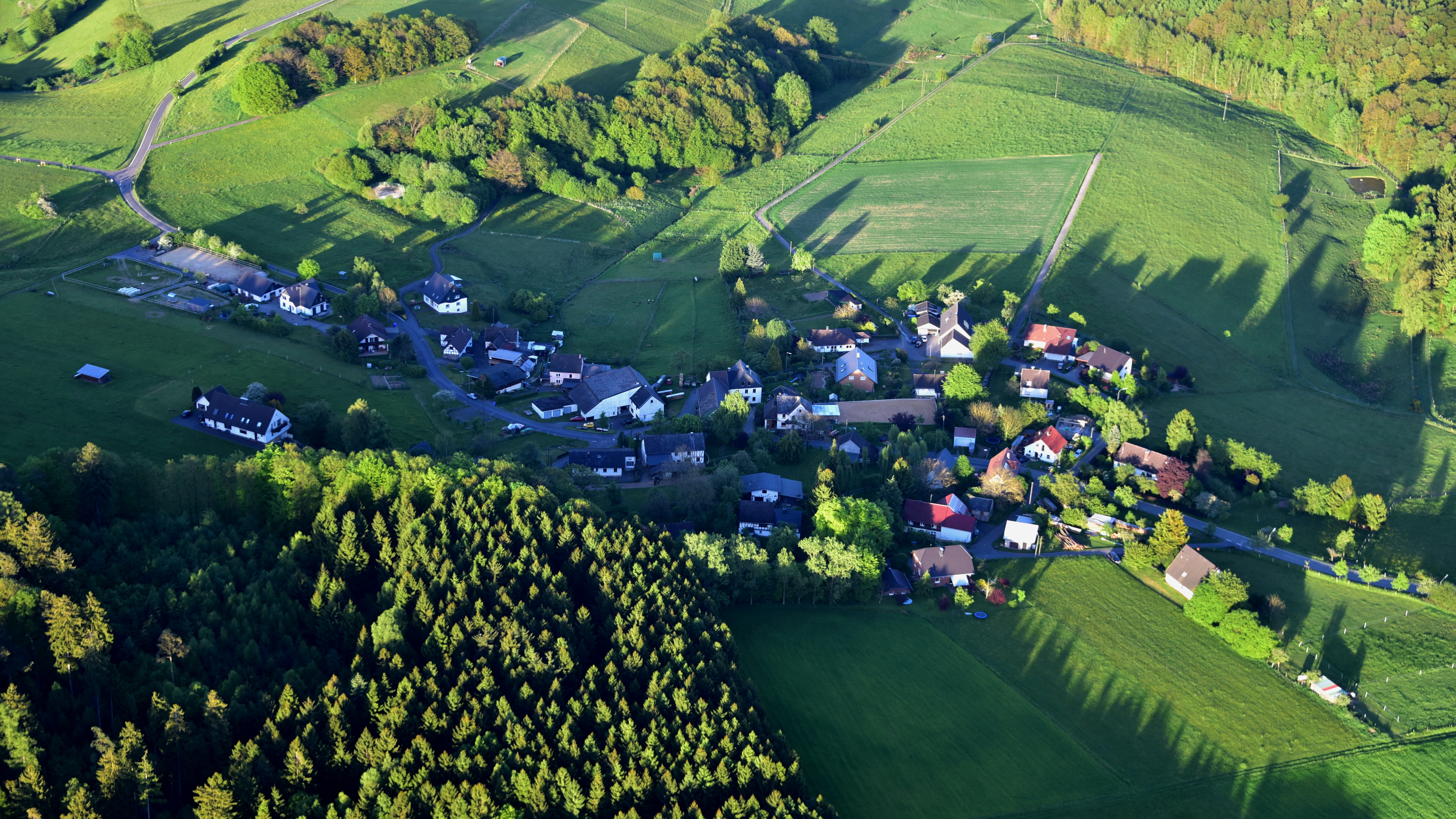
Racksen, Luftaufnahme (2017)

## Geographische Lage
Racksen besteht aus den beiden etwa gleich großen Ortsteilen Racksen und Nassen. Es liegt etwa 1,5 km westlich der Bundesstraße 256 zwischen Bruchertseifen und Eichelhardt und 1,5 km östlich des ehemaligen Franziskanerklosters Marienthal.

## Geschichte

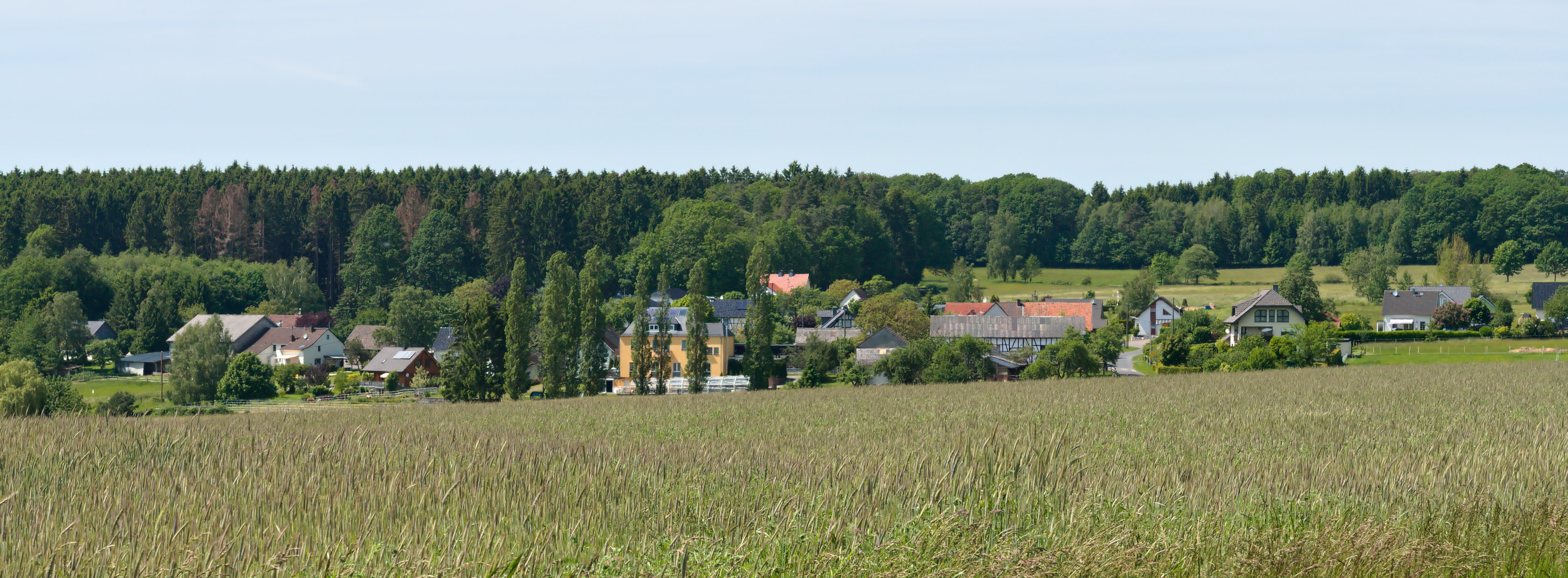
Blick über den Ortsteil Nassen

1653 wird ein Philipp Röder von Nassen erwähnt, der die „Alpenroder Mühle“ in Alpenrod-Hirtscheid pachtete. Es besteht schon seit langem eine enge Zusammenarbeit mit der Gemeinde Isert, mit der die beiden heutigen Ortsteile von Racksen 1860 ein gemeinsames Schulhaus gebaut hatten: das sogenannte „Haus in der Sonne“, heute in Privatbesitz und als Wohnhaus genutzt. 1989 wurde von den drei Dörfern wiederum gemeinsam ein Bürgerhaus erbaut.
Bevölkerungsentwicklung
Die Entwicklung der Einwohnerzahl von Racksen, die Werte von 1871 bis 1987 beruhen auf Volkszählungen:
| Jahr | Einwohner |
| ---- | --------- |
| 1815 | 73        |
| 1835 | 93        |
| 1871 | 157       |
| 1905 | 167       |
| 1939 | 137       |
| 1950 | 162       |

| Jahr | Einwohner |
| ---- | --------- |
| 1961 | 151       |
| 1970 | 147       |
| 1987 | 112       |
| 1997 | 128       |
| 2005 | 160       |
| 2023 | 138       |

## Politik

### Gemeinderat
Der Gemeinderat in Racksen besteht aus sechs Ratsmitgliedern, die bei der Kommunalwahl am 9. Juni 2024 in einer Mehrheitswahl gewählt wurden, und dem ehrenamtlichen Ortsbürgermeister als Vorsitzendem.

### Bürgermeister
Hartmut Demmer wurde am 28. August 2024 Ortsbürgermeister von Racksen. Bei der Direktwahl am 9. Juni 2024 war er mit einem Stimmenanteil von 86,3 % für fünf Jahre gewählt worden.
Demmers Vorgänger Bernd Hommer hatte das Amt 2009 übernommen. Zuletzt bei der Direktwahl am 26. Mai 2019 wurde er mit einem Stimmenanteil von 83,96 % für weitere fünf Jahre in seinem Amt bestätigt.